# Raju Debnath
Raju Debnath (sinh ngày 14 tháng 12 năm 1994) là một cầu thủ bóng đá người Ấn Độ thi đấu ở vị trí tiền vệ cho Aryan F.C. ở Calcutta Football League.

## Sự nghiệp

### United Sikkim
Debnath có màn ra mắt cho United Sikkim F.C. ngày 22 tháng 9 năm 2012 trong một trận đấu ở Cúp Liên đoàn (Ấn Độ) trước Salgaocar F.C. tại JRD Tata Sports Complex ở Jamshedpur, Jharkhand mà anh đá chính; United Sikkim thất bại 0–3.

## Thống kê sự nghiệp

### Câu lạc bộ
Số liệu chính xác tính đến ngày 12 tháng 5 năm 2013
| Câu lạc bộ          | Mùa giải            | Giải vô địch | Giải vô địch | Cúp Liên đoàn | Cúp Liên đoàn | AFC     | AFC       | Tổng    | Tổng      |
| Câu lạc bộ          | Mùa giải            | Số trận      | Bàn thắng    | Số trận       | Bàn thắng     | Số trận | Bàn thắng | Số trận | Bàn thắng |
| ------------------- | ------------------- | ------------ | ------------ | ------------- | ------------- | ------- | --------- | ------- | --------- |
| United Sikkim       | 2012–13             | 4            | 0            | 1             | 0             | —       | —         | 5       | 0         |
| Tổng cộng sự nghiệp | Tổng cộng sự nghiệp | 4            | 10           | 1             | 0             | 0       | 0         | 5       | 0         |